# Andrea Montermini
Andrea Montermini (30. května 1964, Sassuolo) je italský automobilový závodník, bývalý pilot Formule 1.

## Kariéra před Formulí
Závodit začal v roce 1987 v italské Formuli 3 a roku 1989 se zde umístil na 4. místě. Poté přestoupil do Formule 3000, kde roku 1992 získal díky 3 výhrám druhou příčku v hodnocení jezdců. V sezoně 1993 závodil v americké sérii CART.

## Formule 1
Během svého působení v F3000 testoval vozy Ferrari a Benetton.
V roce 1994 nastoupil do týmu Simtek za zesnulého Rolanda Ratzenbergera. Při svému debutu v Grand Prix Španělska 1994 si v tréninku zlomil patu a prsty na noze a sezona pro něj skončila.
Sezonu 1995 strávil v týmu Pacific Racing, se kterým v Grand Prix Německa 1995 dosáhl na své nejlepší umístění v kariéře, 8. příčky v cíli.
Pro rok 1996 přestoupil do stáje Forti. Následující rok 1997 jej tým MasterCard Lola jmenoval testovací jezdcem, dříve než se uskutečnila jeho testovací jízda, tým zkrachoval.

## Kariéra po Formuli 1
Po odchodu z královské třídy se věnoval především závodům cestovních a sportovních vozů, zejména FIA GT a IMSA, kde velkou část závodů odjel s vozy Ferrari. Pro rok 1999 se vrátil za oceán do CART, ale nedosáhl zde valných výsledků.
Největším úspěchem se stalo celkové prvenství v Porsche Supercupu roku 2004. V roce 2006 jezdil v týmu Zakspeed spolu s českým pilotem Jarkem Janišem. V sezoně 2008 závodil v International GT Open, kterou dokázal rok předtím společně s Michelem Maceratesim ve voze Ferrari F430 vyhrát.
V červenci 2008 jej Scuderia Ferrari jmenovala pilotem jejich simulátoru.

## Kompletní výsledky ve Formuli 1
| Legenda k tabulce | Legenda k tabulce                                                                       |
| Barva             | Výsledek                                                                                |
| ----------------- | --------------------------------------------------------------------------------------- |
| Zlatá             | Vítěz                                                                                   |
| Stříbrná          | 2. místo                                                                                |
| Bronzová          | 3. místo                                                                                |
| Zelená            | Bodované umístění                                                                       |
| Modrá             | Nebodované umístění                                                                     |
| Modrá             | Dokončil neklasifikován (NC)                                                            |
| Fialová           | Odstoupil (Ret)                                                                         |
| Červená           | Nekvalifikoval se (DNQ)                                                                 |
| Červená           | Nepředkvalifikoval se (DNPQ)                                                            |
| Černá             | Diskvalifikován (DSQ)                                                                   |
| Bílá              | Nestartoval (DNS)                                                                       |
| Bílá              | Závod zrušen (C)                                                                        |
| Světle modrá      | Pouze trénoval (PO)                                                                     |
| Světle modrá      | Páteční testovací jezdec (TD)                                                           |
| Bez barvy         | Netrénoval (DNP)                                                                        |
| Bez barvy         | Vyřazen (EX)                                                                            |
| Bez barvy         | Nepřijel (DNA)                                                                          |
| Bez barvy         | Odvolal účast (WD)                                                                      |
| Bez barvy         | Nezúčastnil se (prázdné)                                                                |
| Označení          | Význam                                                                                  |
| Tučnost           | Pole position                                                                           |
| Kurzíva           | Nejrychlejší kolo                                                                       |
| †                 | Jezdec nedojel do cíle, ale byl klasifikován, protože odjel více než 90 % délky závodu. |
| ‡                 | Byl udělován poloviční počet bodů, protože bylo odjeto méně než 75 % délky závodu.      |
| Horní index       | Umístění bodujících jezdců ve sprintu                                                   |

| Rok  | Tým                | Šasi         | Motor   | 1       | 2       | 3       | 4       | 5       | 6       | 7       | 8       | 9       | 10      | 11      | 12      | 13      | 14      | 15      | 16      | 17      | Umístění | Body |
| ---- | ------------------ | ------------ | ------- | ------- | ------- | ------- | ------- | ------- | ------- | ------- | ------- | ------- | ------- | ------- | ------- | ------- | ------- | ------- | ------- | ------- | -------- | ---- |
| 1994 | MTV Simtek Ford    | Simtek S941  | Ford V8 | BRA     | PAC     | SMR     | MON     | ESP DNQ | CAN     | FRA     | GBR     | GER     | HUN     | BEL     | ITA     | POR     | EUR     | JPN     | AUS     |         | -        | 0    |
| 1995 | Pacific Grand Prix | Pacific PR02 | Ford V8 | BRA 9   | ARG Ret | SMR Ret | ESP DNS | MON DSQ | CAN Ret | FRA NC  | GBR Ret | GER 8   | HUN 12  | BEL Ret | ITA Ret | POR Ret | EUR Ret | PAC Ret | JPN Ret | AUS Ret | -        | 0    |
| 1996 | Forti Grand Prix   | Forti FG01B  | Ford V8 | AUS DNQ | BRA Ret | ARG 10  | EUR DNQ | SMR DNQ |         |         |         |         |         |         |         |         |         |         |         |         | -        | 0    |
| 1996 | Forti Grand Prix   | Forti FG03   | Ford V8 |         |         |         |         |         | MON DNS | ESP DNQ | CAN Ret | FRA Ret | GBR DNQ | GER DNP | HUN     | BEL     | ITA     | POR     | JPN     |         | -        | 0    |